# Prescott (Waszyngton)
Prescott – miasto w Stanach Zjednoczonych, w stanie Waszyngton, siedziba administracyjna hrabstwa Walla Walla.